# Зверян, Василий Александрович
Василий Александрович Зверян (род. 29 октября 1991, Ангарск, Иркутская область, Россия) — российский боксёр-любитель, выступающий в первой тяжёлой и тяжёлой весовых категориях.
Мастер спорта России международного класса, член сборной России по боксу (2017—н.в.), двукратный бронзовый призёр чемпионата России (2017, 2021), многократный победитель и призёр международных и всероссийских турниров в любителях.

## Биография
Родился 29 октября 1991 года в городе Ангарск Иркутской области, в России.

## Любительская карьера
Боксом начал заниматься с юности в родном городе Ангарске.

### 2017 год
В октябре 2017 года участвовал на взрослом чемпионате России проходившем в городе Грозный в весовой категории до 91 кг, где в первом раунде соревнований победил Антона Кудинова, в 1/8 финала по очкам победил Ислама Текеева, в четвертьфинале соревнований единогласным решением судей победил Равшана Ягубзаде, но в полуфинале соревнований проиграл Илье Квасникову — который в итоге стал серебряным призёром чемпионата России 2017 года.

### 2020 год
В начале декабре 2020 года в Оренбурге участвовал в чемпионате России в категории до 91 кг, пытаясь стать одним из претендентов в состав национальной сборной для участия в квалификационном отборочном турнире на Олимпийские игры в Токио. Но там он в 1/8 финала единогласным решением судей (0-5) проиграл опытному Владимиру Узуняну — который в итоге стал бронзовым призёром чемпионата России 2020 года.

### 2021 год
В конце августа — начале сентября 2021 года в Кемерово завоевал бронзовую медаль чемпионата России в категории до 86 кг. Где в первом раунде соревнований единогласным решением судей победил Тимофея Голубева, в 1/8 финала единогласным решением судей победил Эльбруса Акперова, в четвертьфинале он единогласным решением судей победил Игоря Аттарова, но в полуфинале единогласным решением судей проиграл Шарапутдину Атаеву — который в итоге стал чемпионом России 2021 года.

## Спортивные результаты

### В любителях
- Чемпионат России по боксу 2017 — ;
- Чемпионат России по боксу 2021 — .